# Pierre Ango
Pierre Ango (Rouen, 1640 – La Flèche, 18 de outubro de 1694) foi um sacerdote católico e cientista francês.
Foi professor no Prytanée National Militaire. Em 1682 publicou partes da obra optics de Ignace-Gaston Pardies em seu livro Optique.

## Obras
- 1682 - L'Optique divisée en trois livres